# Jonathan Kay
Pour les articles homonymes, voir Kay.
Jonathan Kay (ou de son complet Jonathan Hillel Kay, né le 18 septembre 1968 à Montréal) est un journaliste canadien d'expression anglaise. Ancien rédacteur en chef de The Walrus (2014-2017), il occupe un poste similaire au magazine en ligne Quillette,. Par le passé, éditeur de pages de commentaires, chroniqueur et blogueur pour le National Post, le journaliste écrit toujours pour le quotidien torontois en indépendant. Johnathan Kay est également auteur et éditeur de livres, conférencier. Intervenant occasionnel du semestriel The Dorchester Review, il contribue régulièrement au webzine australien Commentary et au quotidien américain New York Post.

## Biographie
Jonathan Kay naît et grandit à Montréal, au Québec, dans une famille juive anglophone. Sa mère, Barbara Kay, est chroniqueuse pour un journal conservateur. Son père, soutien de famille, travaille alors dans la finance. Le jeune Jonathan Kay fréquente la Selwyn House School, une école privée anglophone pour garçons située à Westmount (Québec), puis le Collège Marianopolis avant d'obtenir un baccalauréat universitaire en génie et une maîtrise en génie métallurgique de l'Université McGill, puis d'obtenir une licence de droit à la faculté de droit de Yale. Il est membre du Barreau de New York. Après avoir exercé la profession d'avocat fiscaliste à New York. Jonathan Kay part s'installer à Toronto où, en 1998, il devient membre fondateur du comité de rédaction du National Post. Jonathan Kay se décrit comme un passionné de tennis et de jeux de société ; des passions qu'il intègre parfois dans son écriture journalistique,.

## Carrière
Jonathan Kay rejoint le National Post à sa création en 1998 en tant que membre du comité de rédaction, devenant plus tard le rédacteur en chef et chroniqueur du journal. Il quitté le quotidien en 2014 mais continue d'apparaître dans ses pages en qualité de chroniqueur indépendant.
Outre son travail éditorial, Jonathan Kay écrit également deux ouvrages non-fictifs. En 2007, Kay coécrit The Volunteer, une biographie de l'officier du Mossad Michael Ross. En mai 2011, HarperCollins publie son second livre, Among the Truthers: A Journey Through America's Growing Conspiracist Underground. Ce livre reflète l'intérêt de Jonathan Kay pour la psychologie des théoriciens du complot.
Ses articles en tant que journaliste indépendant sont publiés dans diverses titres de presse nord-américains, notamment Newsweek, The New Yorker, Salon.com, The New Republic, Harper's Magazine, le Los Angeles Times, The Weekly Standard, The Literary Review of Canada, The National Interest et The New York Times.
Entre mai 2018 et décembre 2019, Jonathan Kay anime aussi le podcast  de Quillette, intitulé Wrongspeak (les incorrects), dans un premier temps aux côtés de Debra W. Soh jusqu'à son départ de l'émission à la fin de la première saison 2018, puis seul aux commandes jusqu'au dernier épisode avec sa mère Barbara Kay en tant qu'invitée le 30 décembre 2019. Le podcast est depuis ce jour mentionné comme mis en pause.

## La polémiqueCommon Ground
Jonathan Kay oeuvre comme assistant éditorial indépendant sur les mémoires du chef du Parti libéral du Canada, Justin Trudeau, Common Ground, publié par HarperCollins, avec des missions telles que la réalisation de plusieurs entretiens avec Trudeau inclus dans le livre. À la suite de la démission du secrétaire principal de l'époque, Gerald Butts, en raison de son rôle dans l'affaire SNC-Lavalin, Jonathan Kay révèle la collaboration de Butts sur le livre,. Son implication dans le projet lui attire les foudres de critiques conservateurs sur les réseaux sociaux ; critiques auxquels il répond dans un article du 21 octobre 2014 paru dans le National Post :
« Hier, des critiques venant des réseaux sociaux ont qualifié mon travail avec M. Trudeau de “coup en douce,” et que les révélations du Star citant mon nom avaient l'effet d'une “bombe à retardement”. Qu'ils se détrompent : M. Trudeau me cite dans son livre, à la partie des remerciements. Mon nom y figure noir sur blanc. En guise de scoop et déflagration, on est davantage dans le secret de Polichinelle et le pétard mouillé. Néanmoins, je rejoins Paul Wells du magazine Maclean’s sur un point : il serait plus convenable de ma part que les lecteurs du National Post fussent avertis de ma participation à ce projet biographique. ».
Dans le même article, il adresse également une réponse à son plus fervent détracteur dans l'affaire, Ezra Levant, éditorialiste de feue la chaîne de télévision Sun News Network et dont le livre de 2009, Shakedown, a lui même bénéficié de l'assistance éditoriale de Jonathan Kay :
« (...) Ezra Levant, de la chaîne Sun News Network, a laissé entendre que je m'étais “fait acheter par la campagne du Parti libéral canadien.” En réalité, travaillant sous le statut d'indépendant, j'ai été engagé comme assistant éditorial pour m'occuper de Common Ground par la maison d'édition, HarperCollins, et non par Justin Trudeau. (...) J'ai déjà œuvré en tant que tel sur des ouvrages écrits, entre autres, par un agent du Mossad ou encore un alpiniste. ».

## The Walruset la controverse  (2014-2017)
Le 29 octobre 2014, Jonathan Kay obtient le poste de rédacteur en chef de The Walrus (« le morse »), magazine canadien d'intérêt général. Il démissionne du National Post le 21 novembre 2014, mais continue d'y proposer des articles d'opinion en qualité de contributeur indépendant.
Jonathan Kay quitte sa fonction aux commandes de The Walrus le 13 mai 2017, à la suite d'une controverse liée à l'appropriation culturelle dans laquelle Kay fait valoir que les préoccupations des écrivains autochtones concernant cette pratique devraient être pondérées avec le droit à une représentation artistique libre.

Kay affirme qu'il faut chercher la raison de son départ dans le conflit intrinsèque qui existe entre son rôle de directeur d'une marque médiatique respectée et celui de chroniqueur et panéliste médiatique qui le conduit à exprimer des opinions sujettes à controverse au point de ressentir le besoin d'autocensurer ses articles et commentaires en dehors de The Walrus. Dans un courriel adressé au Globe and Mail :
« Ces derniers mois surtout, je ne compte plus les fois où je me censure, et mes collègues ont parfois été, à juste titre, gênés par les remous provoqués par mes apparitions médiatiques. Il fallait que quelque chose cède, et j'ai donc décidé de prendre le taureau par les cornes. Je n'ai pris aucune indemnité. ».
Jonathan Kay précise qu'il n'y avait pas eu de conflit entre lui et la direction de The Walrus et qu'il avait eu carte blanche pour manier le magazine et son site Web et que la pression qu'il avait ressentie pour s'autocensurer était liée à son travail en dehors du magazine.

## Publications
- The Volunteer: A Canadian's Secret Life in the Mossad, avec Michael Ross (« Le Volontaire : la vie secrète d'un Canadien dans le Mossad »), McClelland & Stewart, 2007  (ISBN 978-0-771-01740-7)
- Among the Truthers, HarperCollins, 2011  (ISBN 978-0-062-00481-9)
- Legacy: How French Canadians shaped North America (« Héritage : comment les Canadiens français ont façonné l'Amérique du Nord »), revu par André Pratte, 2016, réimpr. 2019  (ISBN 978-0-771-07240-6)
  - (en français) Bâtisseurs d'Amérique. Des Canadiens français qui ont fait l'histoire. La Presse, Montréal 2016 The Gazette, 2016
- Your Move: What Board Games Teach Us About Life (« à votre tour de jouer : ce que les jeux de société nous apprennent de la vie »), avec Joan Moriarity, Sutherland House, 2019  (ISBN 978-1-999-43954-5)

## Distinctions
Il est, à deux reprises, primé au Concours canadien de journalisme : dans la catégorie Culture en 2001 puis avec le Prix Claude Ryan pour Éditorial en 2003. Il est actuellement membre invité de la Fondation pour la défense des démocraties.